# Skärsjön (Valdshults socken, Småland)
Skärsjön är en sjö i Gislaveds kommun i Småland och ingår i Nissans huvudavrinningsområde. Sjön har en area på 0,0637 kvadratkilometer och ligger 270,9 meter över havet. Vid provfiske har abborre fångats i sjön.

## Delavrinningsområde
Skärsjön ingår i det delavrinningsområde (637911-138090) som SMHI kallar för Utloppet av Stengårdshultasjön. Medelhöjden är 249 meter över havet och ytan är 28,92 kvadratkilometer. Räknas de 2 delavrinningsområdena uppströms in blir den ackumulerade arean 83,42 kvadratkilometer. Svanån (Radan) som avvattnar avrinningsområdet har biflödesordning 2, vilket innebär att vattnet flödar genom totalt 2 vattendrag innan det når havet efter 168 kilometer. Delavrinningsområdet består mestadels av skog (72 %). Avrinningsområdet har 4,93 kvadratkilometer vattenytor vilket ger det en sjöprocent på 17 %.